# Camilla hiperbárica

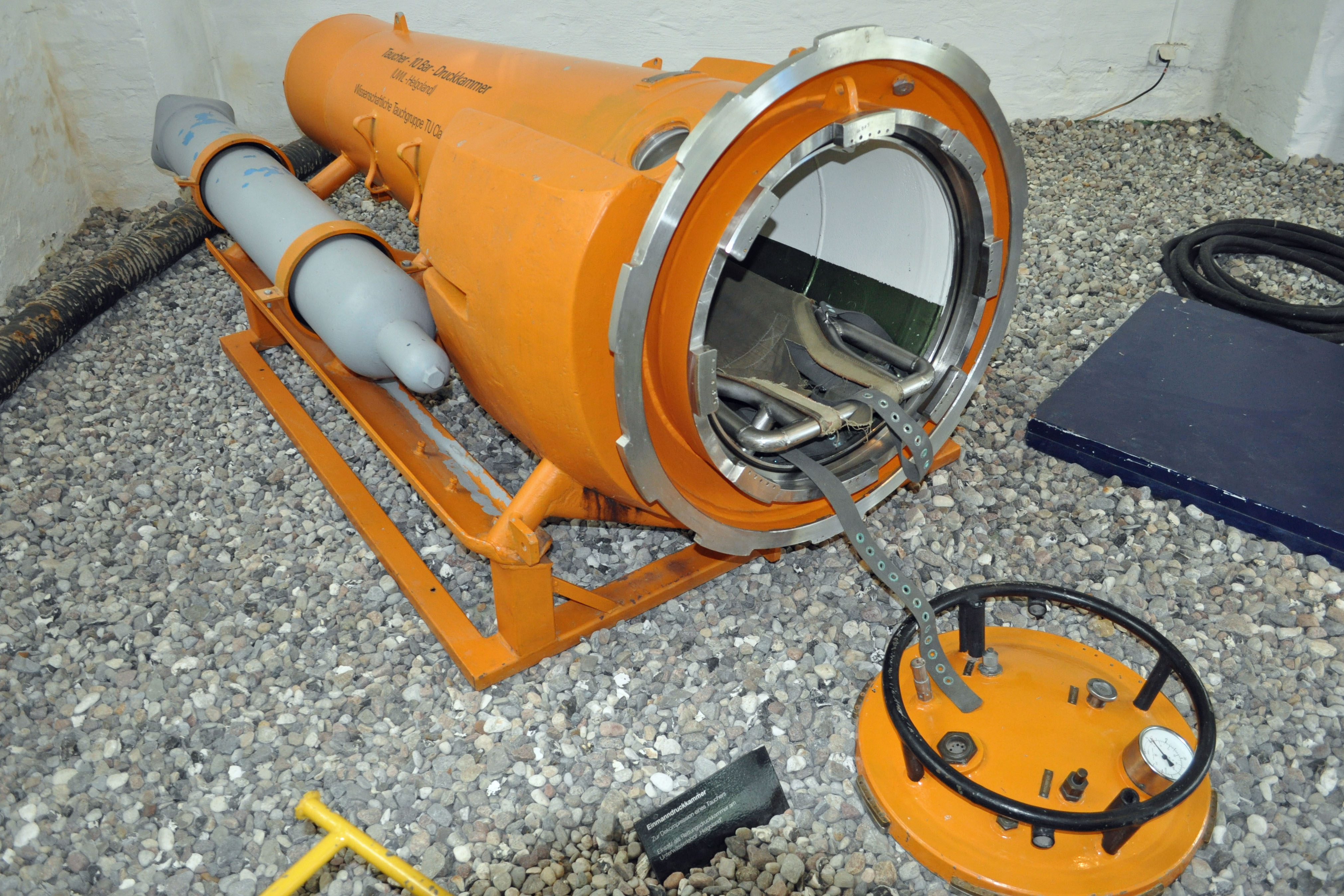
Camilla hiperbárica de alta resistencia (10 bares) sin escotilla, que muestra anillos de bloqueo para la escotilla y para conectar a cámaras de tamaño completo.

Una camilla hiperbárica es un recipiente a presión ligero para ocupación humana (PVHO, por sus siglas en inglés) diseñado para acomodar a una persona que se somete a un  tratamiento hiperbárico inicial durante o mientras espera el transporte o traslado a una cámara de tratamiento. 
Originalmente fue desarrollado como equipo de buceo avanzado, desde entonces se ha utilizado para otros usos médicos como el mal de altura, envenenamiento por monóxido de carbono e inhalación de humo o embolia de aire y gas, considerándose un equipo potencialmente importante para el tratamiento anticipado de lesiones relacionadas y el beneficio previsto de que es posible que no se desarrolle unalesión cerebral en los meses siguientes.
Actualmente solo existe una unidad aprobada según la ASME PVHO-1 (2007) de los EE. UU. conocida como SOS Hyperlite o EEHS (siglas en inglés para Emergency Evacuation Hyperbaric Stretcher) por el Ejército de los Estados Unidos, está o ha estado al servicio del Ejército, la Armada, la Fuerza Aérea, la Guardia Costera, la NOAA y la NASA de los EE. UU., además de suministrarse a otras agencias gubernamentales. La EEHS tiene una longitud de 2,26 metros (89 pulgadas) y un diámetro de 59 cm (23,5 pulgadas) y funciona a una presión de hasta 2,3 bares (33 psi) por encima de la presión ambiental con un factor de seguridad incorporado de más de 6:1. Durante el tratamiento se presuriza con aire y el ocupante respira oxígeno a través de una máscara BIBS.